# Toronto Rock

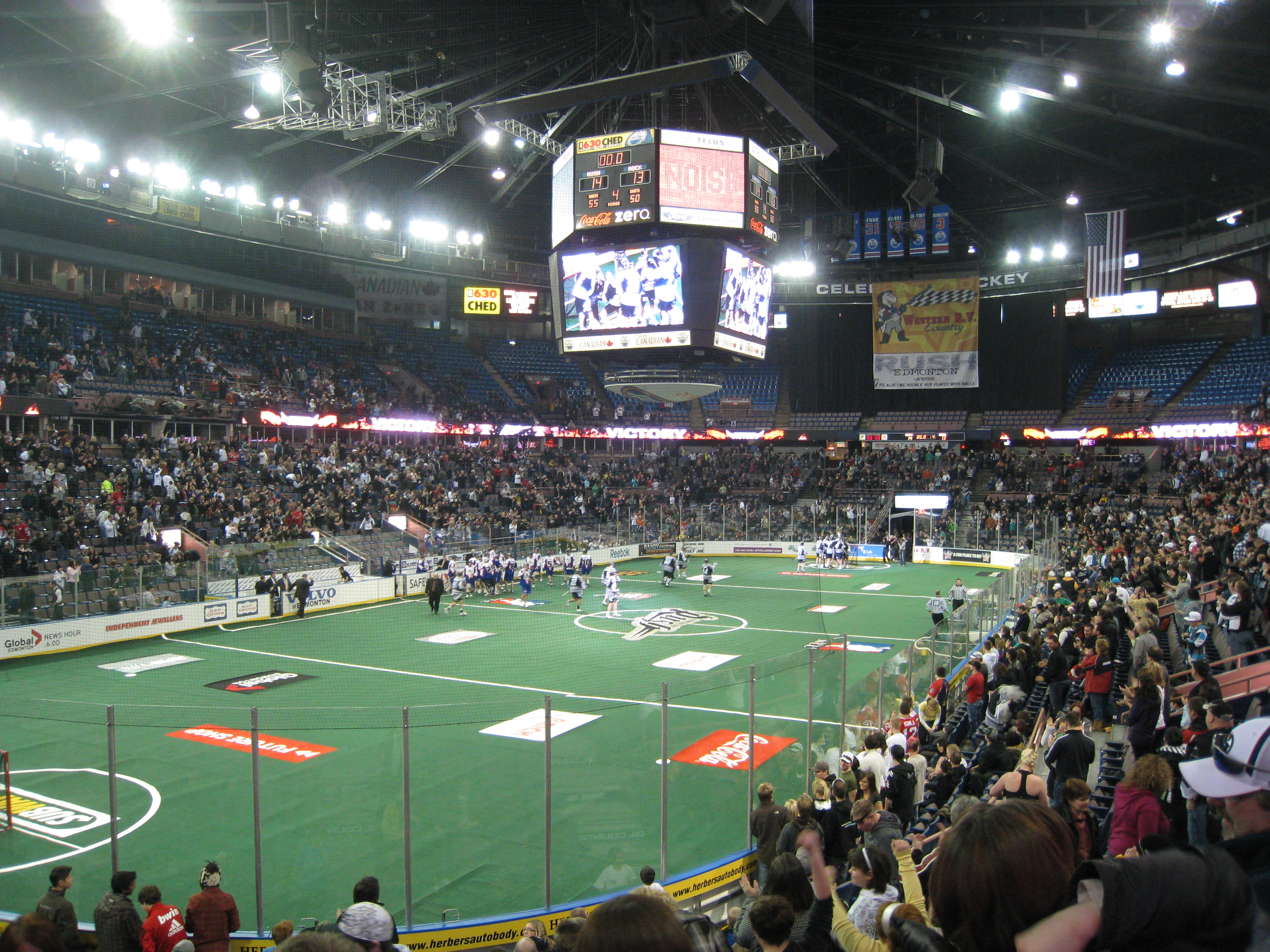
um jogo entre Edmonton Rush vs. Toronto Rock

O Toronto Rock é um clube profissional de box lacrosse, sediado em Toronto, Canadá. O clube disputa a National Lacrosse League.

## História
A franquia foi fundada em 1998 como Ontario Raiders, porém, logo um ano depois foi realocada para a cidade de Toronto devido a compra de um investidor.